# 康皮氏魮
康皮氏魮（学名：Labeobarbus compiniei）为輻鰭魚綱鯉形目鲤科的其中一種，分布於非洲奧克維河流域，體長可達73公分，棲息在中底層水域，可做為食用魚。